# Ermita del Crucifix
L'Ermita del Crucifix és un jaciment arqueològic prehistòric situat cronològicament a l'Epipaleolític. Es tracta d'un centre de producció i explotació de sílex trobat per Salvador Vilaseca l'any 1970 al Vilosell, Les Garrigues.

## Situació geogràfica i geològica
El jaciment es troba al municipi del Vilosell, a la comarca de Les Garrigues. Concretament, a les coordenades UTM d'aquest son X: 328950.00, Y: 4581600.00 i es troba a una altitud de 700 m sobre el nivell del mar.
L'Ermita del Crucifix està formada per un terreny erm situat al peu d'una balma, a la vora del camí que discorre per la riba dreta del Barranc del Crucifix. La zona està envoltada d'una densa coberta vegetal formada per matolls i pins.

## Descobriment i historiografia del jaciment
El jaciment fou localitzat l'any 1970 pel historiador Salvador Vilaseca, el qual va dur a terme una prospecció superficial on va trobar diverses restes de sílex retocats, la qual cosa, va confirmar l'existència del jaciment localitzat pel historiador.

## Descripció
Es tracta d'un jaciment prehistòric datat de l'Epipaleolític, el qual està format per un centre o taller de producció de sílex. Actualment, l'estat de conservació del jaciment és dolent.

## Troballes
A la primera prospecció que va fer Salvador Vilaseca, es va recollir en superfície diverses ascles de sílex retocades, però no va ser possible localitzar cap mena de material arqueològic. Després, a la prospecció de l'agost de 2004, al peu del camí que voreja l'ermita, es van localitzar en superfície algunes ascles de sílex sense retocar i alguns nuclis. aquesta última prospecció va confirmar que el jaciment localitzat per Salvador Vilaseca realment existeix.
Actualment, les restes formen part de la Col·lecció S. Vilaseca, a Reus.